# Bitwa pod Tuyuti
Bitwa pod Tuyuti – starcie zbrojne, które miało miejsce 24 maja 1866 r. w trakcie wojny paragwajskiej (1864–1870).
W roku 1866 armia sprzymierzonych (Argentyna, Brazylia, Urugwaj) pod dowództwem Bartolome Mitre zajęła stanowiska nieopodal fortu Tuyuti w Paragwaju. W odpowiedzi na to, prezydent Paragwaju marszałek Francisco Solano López dnia 24 maja zaatakował koalicjantów siłami 23 000 ludzi. Wojska paragwajskie uderzyły z trzech kierunków. Centrum w sile 5000 piechoty dowodzone było przez generała J.E Diaza, prawe skrzydło (gen. G. Barrios – 8000 piechoty i 1000 jazdy), oraz lewe skrzydło (gen. F. Resquin – 2000 piechoty i 7000 jazdy).
W wyniku gwałtownego ostrzału alianckiego, siły Diaza zostały całkowicie zniszczone. Podobnie niepowodzeniem skończył się atak sił generała Barriosa, który wycofał swoje wojska. Jedyny sukces odniósł generał Resquin, który rozbijając wojska argentyńskie, zdobył nawet 20 dział. Następnie z wielkimi stratami przebił się przez linię wojsk brazylijskich do sił gen. Barriosa. Paragwajczycy wycofali się, tracąc 13 000 zabitych i rannych, straty wojsk sprzymierzonych to ok. 3000–4000 zabitych i rannych.